# Air Peace
Air Peace è una compagnia aerea nigeriana fondata nel 2013 con sede nello stato di Lagos, Nigeria. Air Peace, che fornisce servizi passeggeri di linea e charter, serve le principali città della Nigeria e vola verso diverse destinazioni dell'Africa occidentale e del Medio Oriente. La compagnia aerea ha anche istituito una sussidiaria, Air Peace Hopper, nel 2018.

## Storia
Air Peace è stata fondata da privati nel 2013. Ha iniziato le operazioni nel 2014 e nel 2019 è diventata una delle più grandi compagnie aeree dell'Africa occidentale.
A seguito dello scoppio delle violenze xenofobe contro cittadini stranieri in Sudafrica nel settembre 2019, Air Peace si è offerta di evacuare gratuitamente i cittadini nigeriani. Oltre 300 persone hanno approfittato di questa offerta e hanno viaggiato a bordo di voli charter da Johannesburg a Lagos.
Nel dicembre 2021, Air Peace ha avviato una controversia con l'Autorità per l'aviazione civile generale degli Emirati Arabi Uniti. Secondo i rapporti, gli Emirati hanno rifiutato la richiesta della compagnia aerea di tre slot invece di uno all'aeroporto Internazionale di Sharjah, definendolo "irragionevole". Le autorità degli Emirati Arabi Uniti hanno affermato che Air Peace avrebbe dovuto prendere in considerazione la possibilità di far atterrare gli altri due voli verso uno qualsiasi degli altri aeroporti del paese. Tuttavia, Air Peace ha condannato le affermazioni degli Emirati, accusando i suoi funzionari di falsità. La compagnia aerea ha chiesto scuse agli Emirati, insieme a una ritrattazione. Prima della controversia, il governo nigeriano aveva ridotto da 21 a 1 gli slot di Emirates nel paese, e di conseguenza la compagnia emiratina ha sospeso tutti i voli per Abuja e Lagos. La questione ha rappresentato una minaccia per le relazioni diplomatiche tra i due paesi. Una crisi diplomatica è stata scongiurata dopo che gli aeroporti di Dubai hanno assegnato alcuni slot ad Air Peace.
Nel maggio 2022, Air Peace ha annunciato un piano per fermare tutti i voli nazionali e regionali, insieme ad altre compagnie aeree come Max Air, Arik Air, Ibom Air, United Nigeria Airlines e altre, citando la mancanza di personale e l'aumento dei costi del carburante degli aerei. Tuttavia, il piano è stato abbandonato dopo che i funzionari del governo sono intervenuti per aiutare le compagnie aeree colpite.

## Flotta

### Flotta attuale

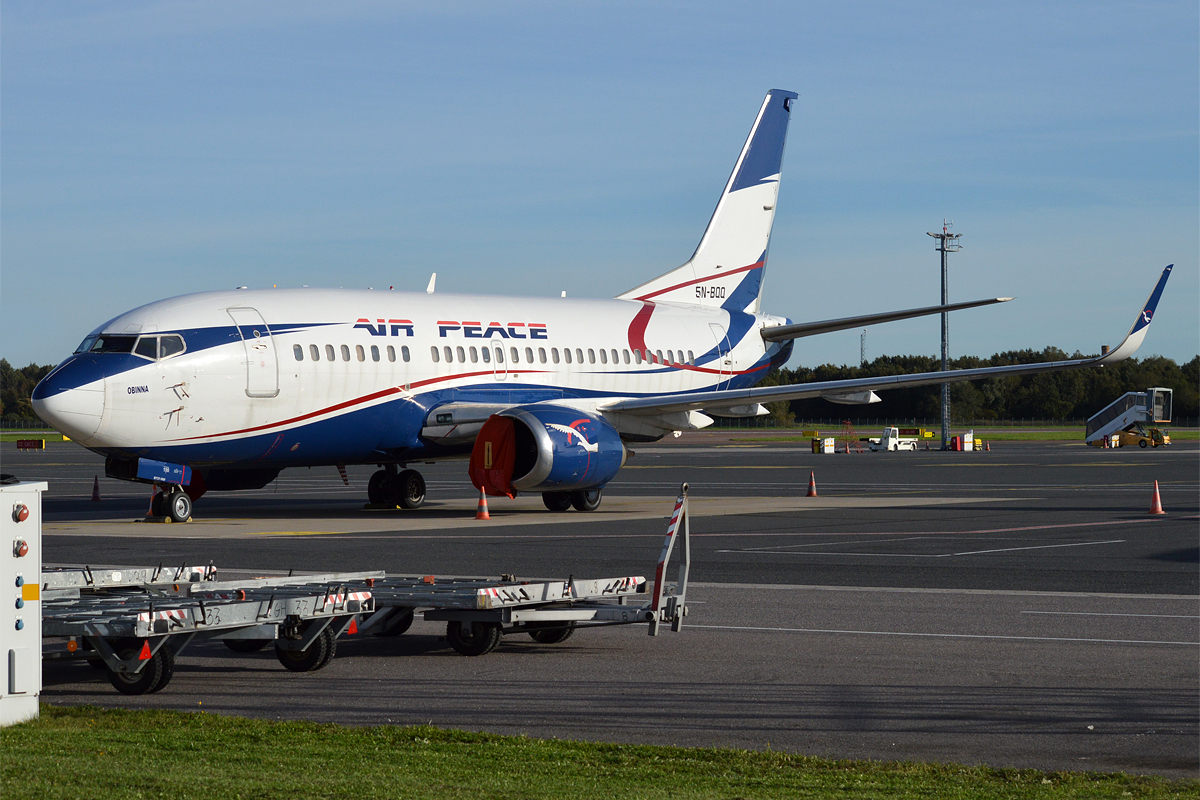
Un Boeing 737-500.

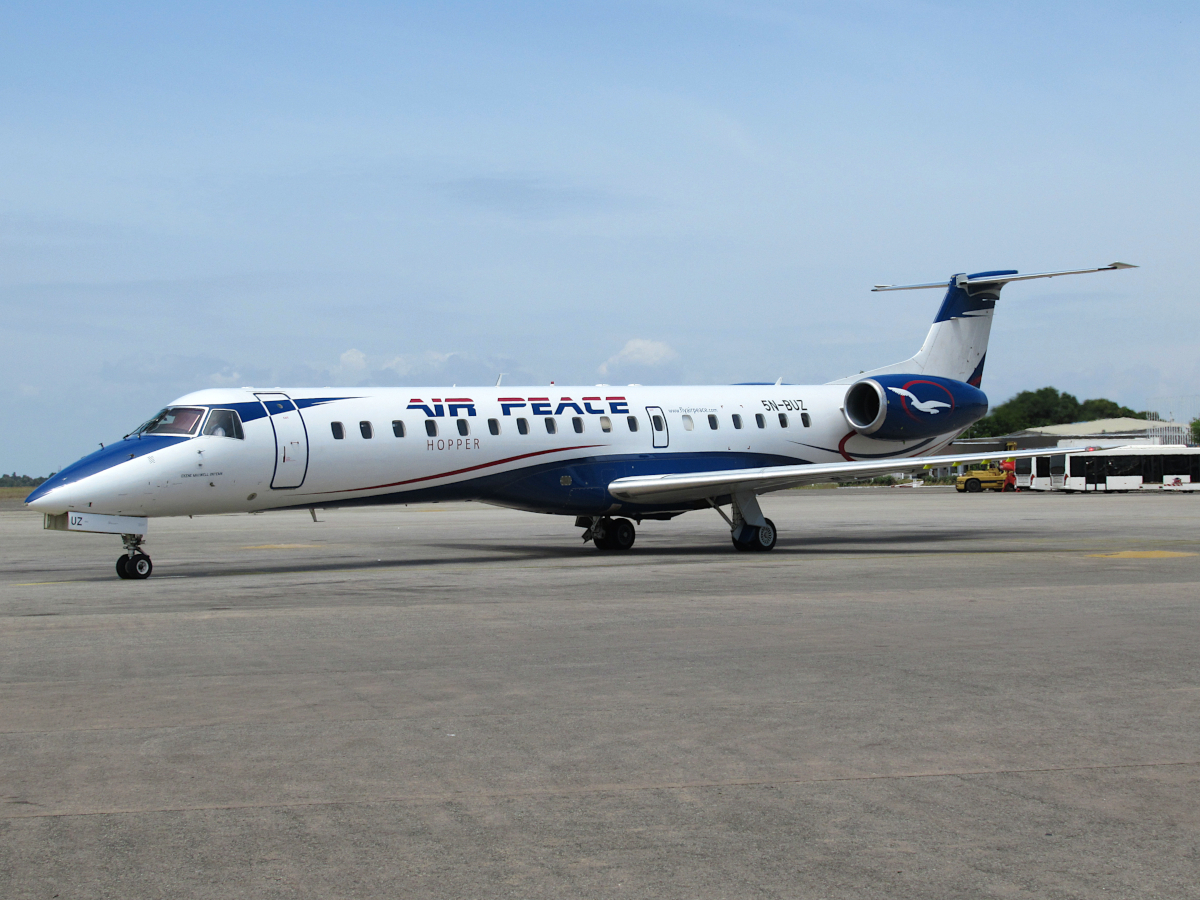
Un Embraer ERJ 145.

Ad aprile 2024 la flotta di Air Peace è così composta:

### Flotta storica
Nel corso degli anni, Air Peace ha operato con i seguenti aeromobili: